# Karl Zahradniczek
Karl Johann Zahradniczek Edler von Kastelik (* 2. Dezember 1865; † November 1951) war ein Feldmarschallleutnant der k.u.k.-Monarchie.

## Leben
Karl Zahradniczek wurde als Sohn des Hauptmannes Josef Zahradniczek und seiner Frau Katharina (geb. Kratzel) geboren. Die Familie stammte aus Mähren und war ursprünglich in Kremsier, heute Kroměříž beheimatet.
1886 wurde Karl Zahradniczek als Leutnant von der Theresianischen Militärakademie in Wiener Neustadt zum Infanterie-Regiment „Erzherzog Karl“ Nr. 3 kommandiert. 1894 wurde er nach Absolvierung der k.u.k. Kriegsschule im Generalstab eingesetzt. 1896 wechselte er, mit Beförderung zum Hauptmann 2. Klasse, in das Bosnisch-Hercegovinische Infanterie-Regiment Nr. 4.
Im Jahr 1901 starb seine erste Frau Marietta im Kindbett.
Zahradniczek kam 1912, ab 8. Juli 1911 Oberstleutnant, vom Landwehr Infanterieregiment „Wien“ Nr. 1 als Kommandant zum Landwehr Infanterieregiment „Laibach“ Nr. 27. In dieser Position wurde er zum Oberst befördert. Später übernahm er als Generalmajor die 44. Schützen-Brigade bei der 22. Schützen-Division. Ab Ende 1915 war er erst in der Verwaltung und ab Sommer 1918 Gruppenleiter im Kriegsministerium. Er war dann ab 1. Februar 1918 Feldmarschallleutnant und wurde am 1. Juni 1919 verabschiedet.
Zahradniczek war in zweiter Ehe mit Elise Wallner verheiratet. Ihr erster Sohn war der spätere österreichische Dirigent Karl Randolf.
Der zweite Sohn Rudolf ist 1942 im Zweiten Weltkrieg gefallen.